# Chevrolet Captiva
Captiva (ou Daewoo Winstorm) é um SUV crossover de luxo que foi produzido pela Chevrolet e sua criadora, a sul-coreana Daewoo. A Captiva foi lançada no Brasil em setembro de 2008. O modelo de primeira geração utiliza a plataforma GM Theta e deriva do protótipo S3X revelado em 2004. A plataforma Theta também está na base do Opel Antara, o derivado mecânico da Captiva, também construído pela Daewoo. Vendido internacionalmente como o "Chevrolet Captiva", os carros do mercado sul-coreano foram marcados como Daewoo Winstorm até 2011, quando o nome internacional foi adotado. Em 13 de setembro de 2018, a Chevrolet anunciou que está finalizando a produção na primeira geração do Captiva e substituindo-a mundialmente pelo Equinox. Em novembro de 2018, a segunda geração da Captiva, que é um Baojun 530 rebadged, foi introduzida na Colômbia e na Tailândia.
Importada do México, a Captiva foi originalmente vendida em três versões: Sport Ecotec, com motor DOHC com 4 cilindros em linha e 4 válvulas por cilindro, que gera 171 cavalos a 6.200 rpm e 22,2 mkgf a 8.100 rpm, já a versão intermediária, a Sport V6 FWD, com motor DOHC com 6 cilindros em V, com 4 válvulas por cilindro, produzindo 261 cavalos a 6.500 rpm, e 32,95 mkgf a 2.100. A única diferença entre a AWD e a FWD (modelos com propulsor V6), é que a AWD tem tração nas quatro rodas, e na FWD há tração dianteira.
Em 2011 o motor de 3.6 litros foi substituído por um V6 de 3 litros e 268 cv e o motor Ecotec 2.4 passou a desenvolver 185 cv. Atualmente apenas a versão equipada com o motor Ecotec está disponível.

## Primeira Geração (2006–2018)

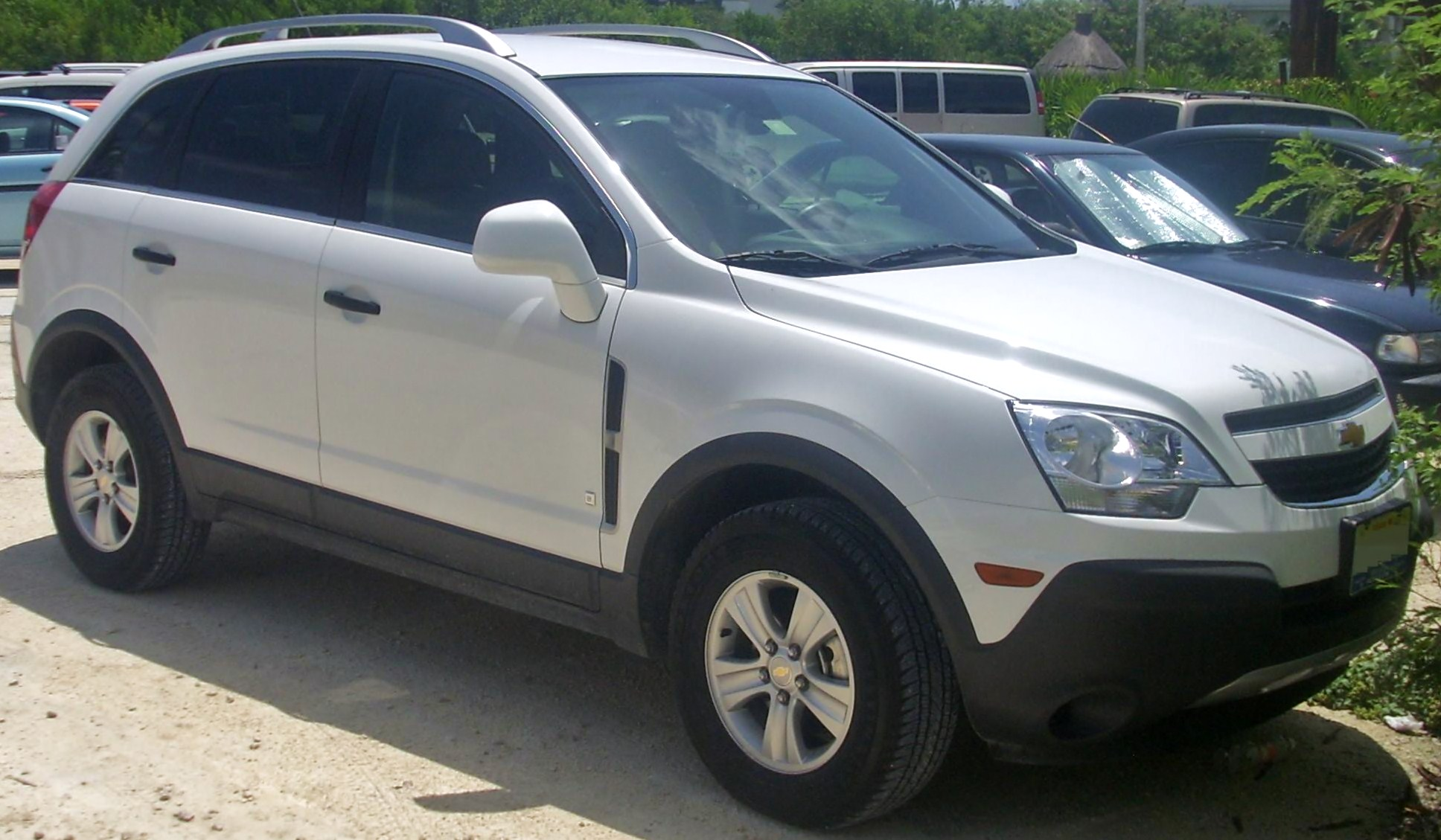
Chevrolet Captiva Sport 2009

Captiva é um SUV com tração dianteira ou nas quatro rodas; os motores foram fornecidos pela Holden na Austrália, a família II de quatro cilindros a gasolina naturalmente aspirada ou Alloytec Holden V6 construído na Austrália, e mais tarde um turbodiesel de 2,0 litros fornecido pela VM Motori na Coréia do Sul.
Designado C100 pela Daewoo e CG na terminologia de Holden, o Captiva foi lançado em 2006. O estilo do Captiva foi inspirado no carro-conceito Chevrolet S3X de 2004. O conceito S3X foi desenvolvido pelo centro de design da GM Daewoo em Bupyeong-gu, Incheon e é baseado na plataforma GM Theta. Ele estreou em 2004 no Salão do Automóvel de Paris. Outro carro conceito, da Daewoo, o Chevrolet T2X estreou no Salão do Automóvel de Seul em 2005 com o seu design baseado no S3X, usando uma plataforma encurtada. O T2X é referido como um cupê de utilitário esportivo, respondendo por suas portas com dobradiças traseiras, falta de pilares B convencionais e distância entre eixos reduzida — características que foram reveladas pela primeira vez no conceito "Daewoo Oto" (mais tarde renomeado como "Daewoo Scope"). A produção estava programada para o final de 2006, mas a partir de 2009, nenhum outro anúncio foi feito.
Para a Captiva, a versão de produção do S3X, estão disponíveis configurações de cinco ou sete assentos. Os recursos de segurança padrão incluem: freios antitravamento, controle eletrônico de estabilidade (ESC), pré-tensores do cinto de segurança dianteiro e limitadores de força e airbags do motorista e do passageiro dianteiro. Os airbags de cortina lateral são padrão em variantes de alto nível de luxo em alguns mercados. Nos testes de segurança de colisão conduzidos pela Euro NCAP, o Captiva recebeu uma classificação de quatro em cinco estrelas. Os resultados do teste foram auxiliados pelo uso de aço de alta resistência usado na estrutura do corpo, que foi projetado para espalhar forças de impacto sobre canais de carga distintos, garantindo assim a segurança dos ocupantes dentro da célula de segurança. O sistema de tração integral ativa opcional do veículo é totalmente incorporado com os sistemas de travagem anti-bloqueio e ESC, melhorando consequentemente o manuseamento e controlo do veículo. Quando o veículo detecta uma perda de tração, o modo de tração nas quatro rodas é ativado automaticamente. Em situações normais de condução, apenas as rodas dianteiras do veículo são utilizadas.

## Mudanças em 2011
A partir de 2011 o motor V6 de 3.6 litros e 261 cv deixou de ser oferecido e foi substituído pelo motor V6 de 3.0 litros e 268 cv. Além do novo motor, em 2011 a Captiva (exceto a Ecotec) passou a ser equipada com freio de estacionamento eletrônico e câmera de ré incorporada no retrovisor interno.
A versão equipada com o motor Ecotec 2.4 também teve um pequeno aumento na potência que subiu de 171 cv para 185 cv, e câmbio automático de 4 para 6 marchas, bancos com regulagem elétrica de altura.

## Mudanças em 2014
Em 2014 a Captiva passa a ser oferecida apenas com o motor 2.4 Ecotec (4 cilindros) e tração dianteira. Sistema My Link e teto solar.
Mudanças em 2016, rodas aro 18, com pneus 235/55, Faróis com mascara negra, My Link segunda geração e bancos da cor bege escuro em couro.

## Produção
A Chevrolet Captiva chegou ao Brasil em setembro de 2008 para ocupar o segmento de SUV médio. Em 2016 vendeu 146 unidades, mostrando uma defasagem do modelo. Em 2017 a Captiva tem sua produção encerrada no México, onde era fabricada. Sendo substituída pelo Chevrolet Equinox, lançado em outubro, o Equinox é um SUV bem mais moderno, e que também é fabricado no México, onde sua antecessora também era fabricada. A Captiva encerrou sua produção no Brasil em 2017, sendo substitída pela Chevrolet Equinox.

## Galeria

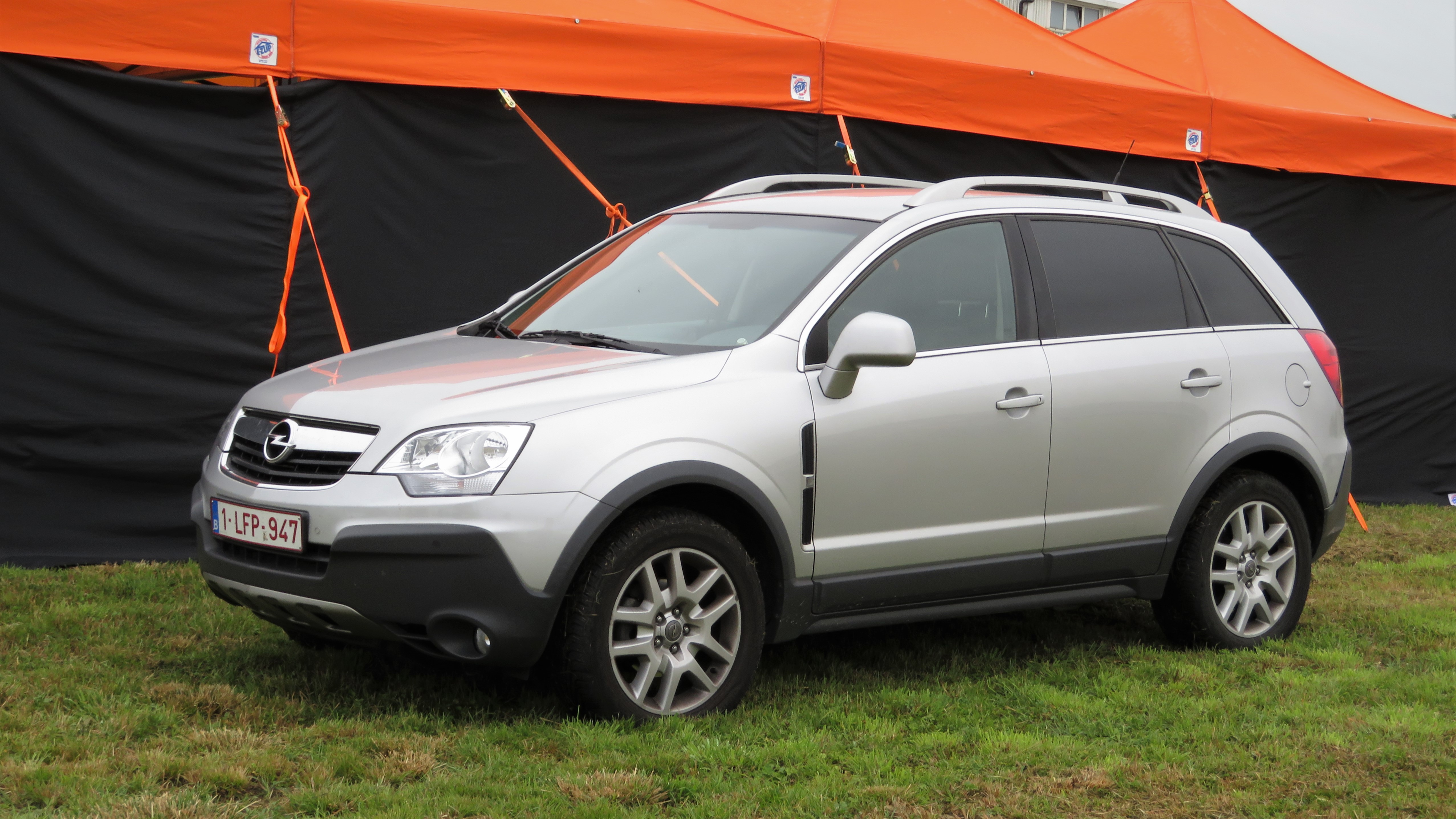
Opel Antara
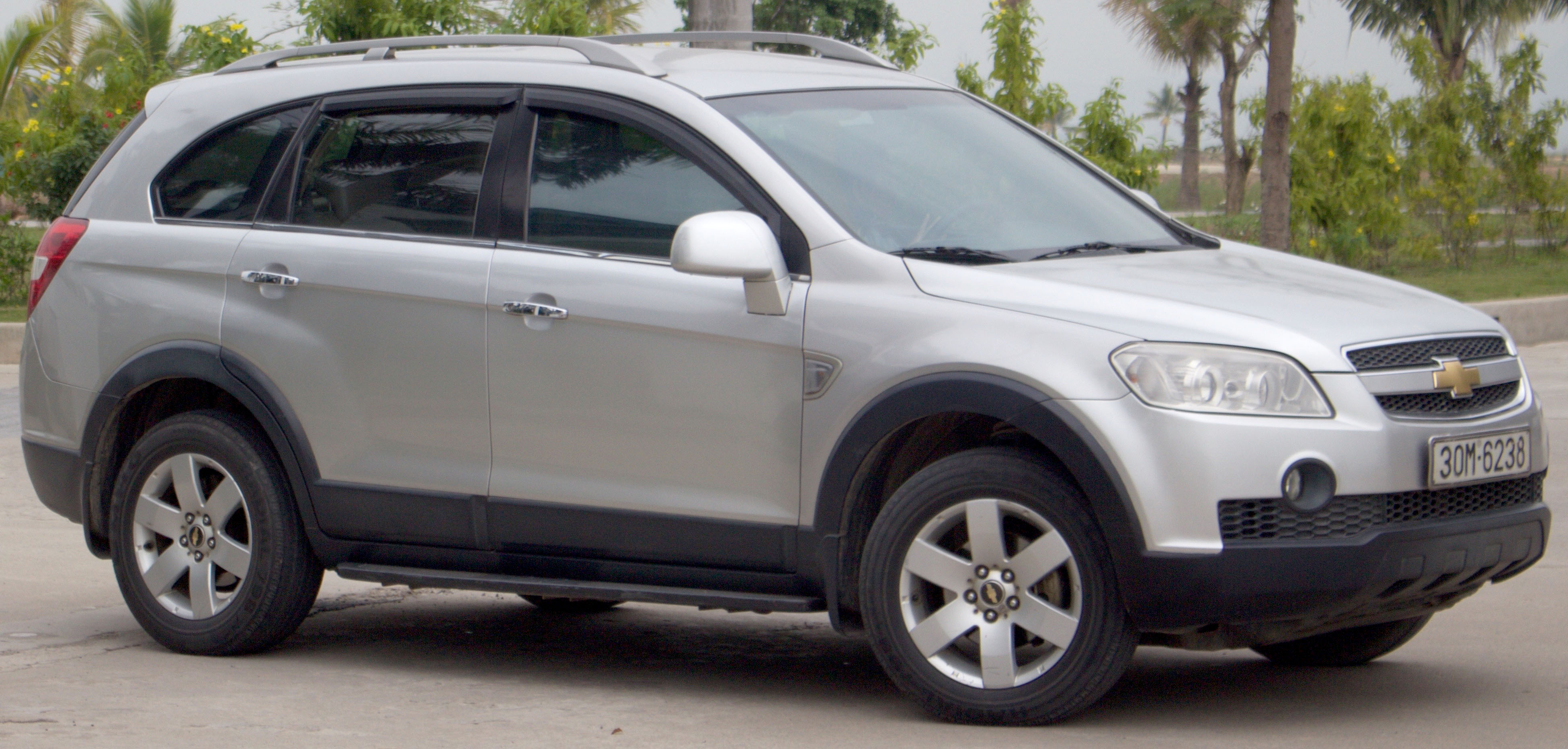
Chevrolet Captiva